# Lionel Logue
Lionel George Logue (26 tháng 2 năm 1880 – 12 tháng 4 năm 1953) là nhà trị liệu ngôn ngữ người Úc, đã chữa thành công tật nói lắp cho vua George VI của Anh.

## Tuổi trẻ và gia đình
Lionel George Logue sinh ra tại College Town, Adelaide, Nam Australia, là em út trong số 4 người con. Ông nội ông là Edward Logue, gốc ở Dublin, thành lập nhà máy bia Logue năm 1850, về sau sáp nhập vào Nhà máy bia Nam Úc. Bố mẹ ông là George Edward Logue, một kế toán ở nhà máy bia về sau quản lý một số khác sạn. Mặc dù không phải là một người theo Thiên Chúa giáo, ông được cho là "có họ hàng với Hồng y Logue", người là Tổng giám mục Giáo hội Công giáo Rôma của Armagh vào cuối thế kỷ 19 đầu thế kỷ 20
Ông vào học trường Hoàng tử Alfred những năm 1889-1896. Trong lúc không thể quyết định học gì, ông bắt gặp lời thơ "Bài ca Hiwatha" nổi tiếng của Longfellow:
Then lagoo, the great boaster,
 He the marvellous story-teller, 
 He the traveller and the talker,
 He the friend of old Nokomis,
 Made a bow for Hiawatha— Henry Wadsworth Longfellow

Thứ gây cảm hứng cho Logue là nhịp thơ và ông quyết định đặt sự quan tâm vào giọng nói. Sau khi rời trường học năm 16 tuổi, ông luyện hùng biện từ Edward Reeves. Reeves chuyển tới Adelaide năm 1878 và giảng thuật hùng biện ban ngày còn tối thì ngâm thơ tại Hội trường Victoria. Logue làm việc cho Reeves như một thư ký và trợ giáo từ 1902, trong khi học nhạc ở Nhạc viện cao cấp của Đại học Adelaide. Khi làm việc cho Reeves, Logue bắt đầu tự ngâm thơ để có một giọng được ca ngợi là "giọng rõ ràng, mạnh mẽ"."

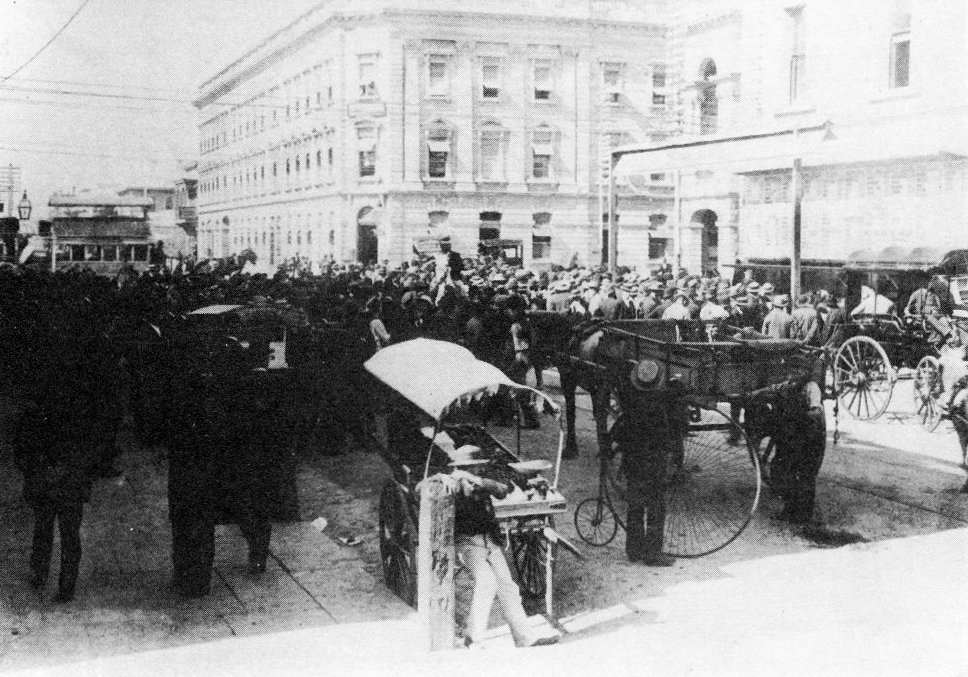
Adelaide, 1896

Sau khi cha ông mất vào 17 tháng 11 năm 1902, Logue bắt đầu làm việc như một thầy dạy hùng biện. Năm 1904, ông đã có một danh tiếng và được tán dương bởi các tờ báo địa phương. Tuy nhiên, ông quyết định ký hợp đồng làm việc ở một mỏ vàng cách 2000 dặm về phía Tây với một hãng kỹ thuật ở Kalgoorlie, Tây Úc.

## Sự nghiệp
Sự nghiệp của ông bắt đầu ở Perth, Tây Úc nơi ngoài giảng hùng biện, diễn thuyết, ông còn dành thời gian cho các vở kịch và ngâm thơ, cũng như lập một câu lạc bộ địa phương cho những người nói chuyện với đám đông. Ông cũng diễn giảng ở Hội Thanh Niên Công giáo Perth và một số trường học.
Năm 1911, Logue thực hiện một chuyến du lịch thế giới để nghiên cứu các phương pháp nói chuyện với đám đông. Trở về Perth sau Chiến tranh thế giới thứ nhất, ông phát triển các phương pháp điều trị cho những cựu chiến binh Úc mắc bệnh mất giọng nói do áp lực cuộc chiến. Thêm vào các bài tập thể chất vốn giúp bệnh nhân thở, phương pháp trị liệu riêng của Logue nhấn mạnh vào sự hài hước, kiên nhẫn và sự đồng cảm đáng kinh ngạc.
Năm 1924, Logue đưa vợ và ba con trai tới Anh, giống như một chuyến đi nghỉ. Ở đó, ông nhận việc dạy hùng biện ở các trường quanh London. Năm 1926, Logue mở một phòng khám về biến dạng giọng nói ở 146 Phố Harley. Chính ở đây Công tước York, tức vua George VI sau này, đã tìm đến sự giúp đỡ của ông. Ông sử dụng thù lao trả bởi các khách hàng giàu có để trợ cấp cho các bệnh nhân không đủ khả năng trả tiền chữa bệnh. Logue trở thành một thành viên sáng lập của trường Trị liệu Giọng nói thuộc Hiệp hội điều trị Giọng nói Anh năm 1944.

### Điều trị cho George VI
Trước khi trở thành nhà vua, Albert, Công tước xứ York khiếp sợ nói chuyện trước đám đông bởi ông mắc tật nói lắp nặng. Diễn văn bế mạc của ông tại Triển lãm Đế quốc Anh ở Wembley vào 31 tháng 11 năm 1925 là cả cuộc thử thách đối với diễn giả lẫn thính giả. Trải nghiệm này đã buộc công tước phải tìm cách chữa tật nói lắp, và sau một số lần chữa trị không thành, ông tìm tới Logue vào năm 1926.
Phân tích thấy sự kết hợp kém giữa thanh quản và cơ hoành của công tước, Logue yêu cầu một giờ mỗi ngày để luyện giọng. Phép điều trị của Logue đem lại sự tự tin thư giãn cho công tước và giảm sự co cơ do căng thẳng. Kết quả là, công tước chỉ thỉnh thoảng gặp vài ngập ngừng trong lời nói. Năm 1927, công tước đã nói chuyện tự tin và thực hiện vài diễn văn ở buổi khai mạc Tòa nhà Nghị viện ở Canberra mà không bị nói lắp.
Logue tiếp tục làm việc với công tước những năm 1930 và 1940. Ông sử dụng các câu nói phải uốn lưỡi ('tongue-twisters') để giúp công tước diễn tập các diễn văn quan trọng, buổi lễ đăng quang, các bài phát thanh cho Đế quốc Anh trong Chiến tranh thế giới thứ hai. Hai người tiếp tục là bạn cho đến khi nhà vua qua đời.

## Vinh dự
Năm 1944, Vua George VI bổ nhiệm ông phong ông tước Commander của Royal Victorian Order (CVO)(tuy nhiên ông được phong lên bậc Knight do đó không được gọi với tiền ngữ "Sir"). Như lời cuối ở phim The King's Speech: "Danh dự lớn này của một vị vua biết ơn tặng cho [Logue] khiến ông trở thành thành viên trong hội hiệp sĩ tưởng thưởng riêng cho những phục vụ cá nhân cho Nhà vua."

## Đời sống cá nhân

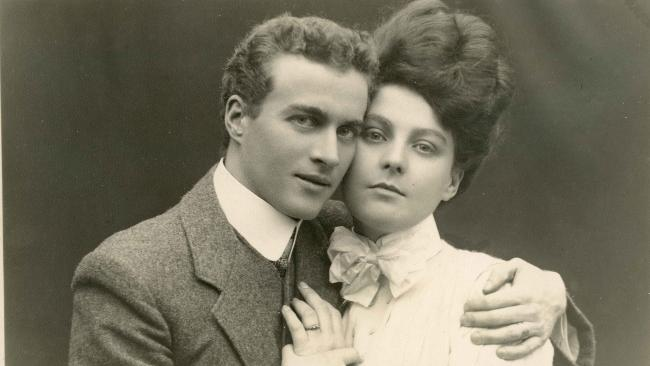
Logue với Myrtle Gruenert vào thời gian đính hôn ở Perth năm 1906

Logue cưới Myrtle Gruenert, một thư ký 21 tuổi, ở Nhà thờ Anh giáo Thánh George ở Perth, ngày 20 tháng 3 năm 1907. Họ có ba con trai: Valentine, Laurie và Anthony.
Logue là một hội viên Tam điểm, gia nhập năm 1908, và trở thành Tôn sư năm 1919; ông là thành viên của Hội quán St. George (nay là J.D. Stevenson St. George's Lodge No.6, Western Australian Constitution).
Ông sống trong một biệt thự thời Victoria 25 phòng gọi là Beechgrove ở Sydenham từ trước 1933 tới khoảng 1940.

## Qua đời
Ông mất ở Luân Đôn ngày 12 tháng 4 năm 1953 ở tuổi 73, tang lễ được tổ chức vào ngày 17 tháng Tư ở Nhà thờ Tam Vị Thánh Thể ở Brompton trước khi thi hài được hỏa táng. Nữ hoàng Elizabeth II và Hoàng thái hậu Elizabeth - con gái và vợ George VI - đều có đại diện tham dự tang lễ.

## Hình ảnh công chúng
Cháu của Logue, Mark, đã viết một cuốn sách với Peter Conradi về mối quan hệ của Logue với Công tước York, người về sau trở thành vua George VI, với tựa đề, The King's Speech: How One Man Saved the British Monarchy (Diễn văn của nhà vua: Một người đã cứu nền quân chủ Anh như thế nào). Tựa đề này về sau được sử dụng cho bộ phim Anh năm 2010 The King's Speech, một phim chính kịch lịch sử được viết bởi David Seidler, trong đó vai Logue do Geoffrey Rush đảm nhiệm và người bệnh nhân nổi tiếng do Colin Firth. Tháng Hai năm 2011, The King's Speech giành bốn giải Oscar, bao gồm Phim xuất sắc nhất và Nam diễn viên xuất sắc nhất cho Colin Firth.